# Jomfrugletsjer
De Jomfrugletsjer is een gletsjer in Nationaal park Noordoost-Groenland in het oosten van Groenland.

## Geografie
De gletsjer is noordwest-zuidoost georiënteerd en heeft een lengte van meer dan 25 kilometer. Ze mondt in het zuidoosten uit in het Jomfrudal dat uitkomt in een gletsjermeertje direct naast de Violingletsjer.
De Jomfrugletsjer ligt in het noordwesten van het Nathorstland.
Ten zuidwesten ligt de Hammerskjøldgletsjer en op ongeveer 30 kilometer naar het westen ligt de F. Graaegletsjer.